# Il treno ha fischiato
Il treno ha fischiato è una novella di Luigi Pirandello, appartenente alla raccolta Novelle per un anno e pubblicata il 22 febbraio 1914.

## Trama
Il protagonista, Belluca, un contabile mansueto, metodico e paziente viene sottoposto a pressioni sia nell'ambito familiare sia in quello lavorativo. Al lavoro, infatti, è vittima dei colleghi che cercano di provocare in lui reazioni violente, visto che è sempre controllato e imbelle. In famiglia, deve mantenere la moglie, la suocera e la sorella della suocera - tutte e tre cieche - più le due figlie vedove e sette nipoti. Per mantenere la famiglia e poter soddisfare le esigenze delle donne, Belluca è costretto a intraprendere un secondo lavoro, il copista di documenti, nelle ore notturne.
Una sera, dopo aver sentito il fischio di un treno, che precedentemente non aveva mai notato, si ribella alle angherie del capoufficio producendosi in un imprecisato vaniloquio. Con queste reazioni, fuori dagli schemi della società e dal suo modo di essere, i suoi colleghi lo ritengono pazzo e lo fanno rinchiudere direttamente nell'ospizio. Solo un vicino di casa, il narratore della storia, si rende effettivamente conto delle motivazioni che l'hanno spinto a tale gesto ed è l'unico a capire che il protagonista non è diventato pazzo, bensì il suo comportamento è stato una semplice reazione alla situazione diventata ormai insostenibile. Nella novella l'ordine cronologico è invertito.

## Edizioni
- Corriere della Sera il 22 febbraio 1914,
- nel volume La trappola, Treves 1915
- nel quarto volume L'uomo solo, Bemporad, Firenze 1922[1]

- Luigi Pirandello, Novelle per un anno, Prefazione di Corrado Alvaro, Mondadori 1956-1987, 2 volumi. 0001690-7
- Luigi Pirandello, Novelle per un anno, a cura di Mario Costanzo, Prefazione di Giovanni Macchia, I Meridiani, 2 volumi, Arnoldo Mondadori, Milano 1987 EAN: 9788804211921
- Luigi Pirandello, Tutte le novelle, a cura di Lucio Lugnani, Classici Moderni BUR, Milano 2007, 3 volumi.
- Luigi Pirandello, Novelle per un anno, a cura di S. Campailla, Newton Compton, Grandi tascabili economici.I mammut, Roma 2011 Isbn 9788854136601.
- Luigi Pirandello, Il treno ha fischiato, narrato da Gianluca Testa, Teatroformattivo Audiolibri, Audiolibro. Roma 2022 isbn 9791221305722